# حمله ۲۰ سپتامبر ۲۰۲۴ به بیروت
در ۲۰ سپتامبر ۲۰۲۴، اسرائیل، یک حمله هوایی به ساختمانی مسکونی در حومه ضاحیه جنوبی بیروت در لبنان انجام داد و آن را با خاک یکسان کرد. در این حمله، دست کم ۴۵ نفر از جمله ۱۶ شبه‌نظامی حزب‌الله لبنان شامل فرماندهان ارشد، ابراهیم عقیل و احمد وهبی کشته شدند. سایر قربانیان از جمله حداقل سه کودک و هفت زن، غیرنظامی بودند و حداقل ۶۸ نفر دیگر زخمی شدند.
اسرائیل گفت که این حمله، فرماندهان کمیته فرماندهی نیروهای نخبه حزب‌الله یعنی یگان رضوان را هدف قرار داده است که در حال برگزاری جلسه‌ای در داخل ساختمان آپارتمان بودند. دو ماه پیش از آن، اسرائیل، فرمانده دیگری به نام فؤاد شکر را در طول درگیری‌های اسرائیل و حزب‌الله، ترور کرده بود.